# NGC 2864
NGC 2864 é uma galáxia espiral (S?) localizada na direcção da constelação de Hydra. Possui uma declinação de +05° 56' 24" e uma ascensão recta de 9 horas, 24 minutos e 15,4 segundos.
A galáxia NGC 2864 foi descoberta em 6 de Março de 1864 por Albert Marth.